# David Zima
David Zima (* 8. November 2000) ist ein tschechischer Fußballspieler. Der Innenverteidiger steht bei Slavia Prag unter Vertrag und ist seit März 2021 tschechischer Nationalspieler.

## Karriere

### Verein
Bereits David Zimas Vater Aleš Zima war sportlich aktiv. Der Eishockeyspieler gewann in seiner langen Laufbahn mit dem HC Petra Vsetín in der Saison 1995/96 die tschechische Eishockeymeisterschaft. Er wurde dabei als Angreifer eingesetzt, im Gegensatz zu ihm entschied sich sein Sohn David jedoch für den Fußball und entwickelte sich dort in der Jugendabteilung des SK Sigma Olmütz zu einem talentierten Verteidiger. Sein Debüt in der höchsten tschechischen Spielklasse gab er am 9. November 2019 (16. Spieltag) bei der 0:1-Auswärtsniederlage gegen den FC Fastav Zlín. Bis zur Winterpause kam er in einem weiteren Ligaspiel zum Einsatz.
Am 1. Februar 2020 wechselte er auf Leihbasis bis zum Ende der Saison 2019/20 zum Ligakonkurrenten Slavia Prag, der sich eine Kaufoption für ihn sicherte. Am 22. Februar 2020 (22. Spieltag) bestritt er beim 2:0-Heimsieg gegen den SFC Opava sein erstes Ligaspiel im Trikot der Červenobílí. Der Innenverteidiger etablierte sich rasch in der Startelf. Am 20. Juni (1. Spieltag der Meisterrunde) erzielte er beim 3:1-Auswärtssieg gegen Baník Ostrava sein erstes Tor im Erwachsenenbereich. Er absolvierte in dieser Spielzeit 12 Ligapartien für Slavia, in denen ihm ein Torerfolg gelang, und gewann mit der Mannschaft die tschechische Meisterschaft. Nach Ablauf der Leihe verpflichtete der Verein ihn fest. In der nachfolgenden Spielzeit bestritt der Tscheche 21 Spiele in der Liga und wurde mit seiner Mannschaft erneut Meister. Darüber hinaus gewann er den Pokaltitel.
Zu Beginn der Saison 2021/22 absolvierte er noch vier Partien in der Liga für Slavia Prag, bevor er im August zum FC Turin in die Serie A wechselte. In seinem ersten Jahr in Italien spielte er noch relativ regelmäßig, aber ab Januar 2023 verpasste er wegen einer Meniskusverletzung viele Spiele.
Ende Januar 2024 kehrte er zu Slavia Prag zurück und unterschrieb dort einen langfristigen Vertrag bis Sommer 2028.

### Nationalmannschaft
Zima war in der Vergangenheit bereits für die U18 und U20 im Einsatz und ist nun seit September 2020 für die tschechische U21-Nationalmannschaft aktiv.
Im März 2021 debütierte er zudem im A-Nationalteam. Bei der Europameisterschaft 2021 stand er im tschechischen Aufgebot, das im Viertelfinale gegen Dänemark ausschied.

## Erfolge
Slavia Prag
- Tschechischer Meister: 2019/20, 2020/21
- Tschechischer Pokalsieger: 2020/21